# Лесака
Лесака (баск. Lesaka (офіційна назва), ісп. Lesaca) — муніципалітет в Іспанії, у складі автономної спільноти Наварра. Населення — 2808 осіб (2009).
Муніципалітет розташований на відстані близько 360 км на північний схід від Мадрида, 48 км на північ від Памплони.
На території муніципалітету розташовані такі населені пункти: (дані про населення за 2009 рік)
- Алькаяга: 128 осіб
- Б'юррана: 93 особи
- Катаспегі: 65 осіб
- Ендара: 24 особи
- Ендарлаца: 0 осіб
- Фрайн: 124 особи
- Ісоцальдеа: 124 особи
- Лесака: 1923 особи
- Набас: 116 осіб
- Сала: 36 осіб
- Салайн-Соко: 44 особи
- Аусоберрі: 37 осіб
- Оцанго-Аусоа: 94 особи

## Демографія
Динаміка населення (INE ):

## Галерея зображень

Розташування муніципалітету